# Sueño de amor
Sueño de amor (срп. Сан љубави) мексичка је теленовела, продукцијске куће Телевиса, снимана током 2016.

## Синопсис
Рикардо Алегрија стекао је звање наставника у Мексику, али већ две деценије живи у САД, где ради као тајни агент. Ожењен је Трејси, коју не воли и са којом има двоје деце: Селену и Родрига. Његова мисија је да ухвати крадљивца накита који се представља као Сенка, а да би у томе успео, принуђен је да се врати у Мексико и глуми наставника крадљивчевом сину. Упркос томе што је способан да улови чак и најгоре криминалце, Рикардо баш не успева да изађе на крај са немирном децом у школи.
По повратку у Мексико, Рикардо среће своју љубав из младости - Есперансу Герео, која ради у две школе не би ли својој деци Педру и Патрисији обезбедила све што им је потребно. Њу живот није мазио - након што је Рикардо нестао из њеног живота, удала се за Педра, коме је родила истоименог наследника. Али супруг јој је убрзо преминуо. Након тога је утеху пронашла у наручју лажљивог, већ ожењеног Ернеста, коме је родила ћерку, али се удаљила од њега кад је сазнала да води двоструки живот.
Чим се поново сретну, Есперанса и Рикардо схватиће да се још воле, упркос годинама које су прошле, али на пут њиховој срећи одлучно ће стати Трејси и Ернесто. Причу ће додатно закомпликовати Есперансина кћерка Патрисија и то кад се заљуби у Луку, младића кога Ернесто сматра својим сином, не знајући да му заправо није отац.

## Глумачка постава

### Главне улоге
| Глумац:                | Улога:           |
| ---------------------- | ---------------- |
| Кристијан де ла Фуенте | Рикардо Алегрија |
| Бети Монрое            | Есперанса Гереро |
| Марџори де Соуса       | Кристина Велес   |

### Споредне улоге
| Глумац:             | Улога:               |
| ------------------- | -------------------- |
| Сабине Моусијер     | Трејси Кидман        |
| Хулијан Хил         | Ернесто де ла Колина |
| Рената Нотни        | Патрисија Гереро     |
| Сантијаго Рамундо   | Лука де ла Колина    |
| Лола Мерино         | Вивијана Конде       |
| Освалдо де Леон     | Ерасмо Гаљо          |
| Поло Морин          | Педро Кармона Гереро |
| Беатриз Морајра     | Силвана Фијеро       |
| Роберто Вандер      | Ерман дел Аламо      |
| Хулио Манино        | Марио Кури           |
| Кармен Салинас      | Маргарита            |
| Родриго Видал       | Феликс               |
| Пол Стенли          | Адан                 |
| Густаво Мунхија     | Игнасио              |
| Марија Андреа       | Кристел              |
| Емилио Осорио       | Енрике               |
| Андрес Делгадо      | Адријан              |
| Фернанда Урдапилета | Салма                |
| Дајрен Чавез        | Естреља              |
| Беа Ранеро          | Аранса               |
| Хесус Карус         | Висенте              |
| Ђини Хофман         | Бегоња               |
| Ел Чапо де Синалоа  | Херонимо             |
| Келчи Арисменди     | Фелисија             |
| Клаудија Марин      | Барбара              |
| Лаура Вигнати       | Анастасија           |
| Киа Шин             | Тријана              |
| Исабела Тења        | Селена               |
| Маурисио Рамирез    | Родриго              |
| Кристијан Вега      | Вирхиљо              |